# 瞳みのる
瞳 みのる（ひとみ みのる、本名：人見 豊【読みは同じ】、1946年9月22日 - ）は、日本のドラマー、中国文学・中国語研究者。グループ・サウンズ：『ザ・タイガース』のメンバーとして活躍。ザ・タイガース解散以後は慶應義塾高等学校教諭として中国語・漢文を担当し、漢文・中国語関連参考書を出版したことでも知られる。近年は作詞、作曲、訳詩、戯曲の原作、脚本、日中近代音楽の交流史の研究などを行なっているが、旧ザ・タイガースのメンバーとの音楽活動を再開したり、自らバンドを組織したり、戯曲の原作やプロデュースによる独自の芸能活動・執筆活動も行っている。2016年は初めて自らのバンドにて、北京で公演を行った。

## 略歴

### ザ・タイガース時代まで
京都市上京区出身。父親は傘製造を営んでいた。のちにザ・タイガースメンバーとなる森本太郎は京都市立仁和小学校から、岸部一徳は京都市立北野中学校からの同級生で、岸部とはアルバイトなどでも二人で行動していた。京都府立山城高等学校の夜間部に進学し、働きながら学んでいた。在学中は、日本民主青年同盟（民青）や社会科学研究会（社研）でも活動していた。岸部とは高校が分かれたためいったん親交が途切れるが、1963年頃に四条河原町で再会、森本も加わって遊び仲間となり、2年後には（加橋かつみも加えて）バンド結成へと至る。これが「ザ・タイガース」の母体となり、瞳はドラム担当となった。1966年に沢田研二がメンバーに加わり、バンドは「ファニーズ」として京都・大阪で高い人気を得た。一方、父親からは勘当を受け、自活を余儀なくされた。
この頃、瞳は創価学会に所属していた。そのきっかけは、つきあいのあった先輩バンド「ザ・リンド&リンダース」のメンバーから折伏を受けたことだったという。大阪でバンドメンバーが合宿生活を送っていた頃、瞳は毎朝勤行をおこない、他のメンバーからは迷惑に思われていた。後述の上京の際にも、瞳は途中で別れて大石寺に立ち寄っている。自著によると多忙を極めたその後の日々から疎遠になり離れたという。
1966年11月に上京、「ザ・タイガース」の瞳みのるとして活動する（本名から「瞳みのる」の芸名に変更したのは上京後である）。『ピー』の愛称で、「ジュリー」の愛称を持つボーカルの沢田に次ぐ人気を博し、雑誌の表紙やピンナップを何度も単独で飾った人気スターであった。当時、2大アイドル雑誌と呼ばれた「セブンティーン」「ティーンルック」の創刊号の表紙は、両方とも沢田と瞳が飾っている。
「イタズラっ子でからかわれ役」的なキャラクターでアイドルとしての人気を不動のものとしたが、プライベートでは非常に真面目な性格で努力家でもあった。デビュー前、「ファニーズ」として活動していた頃はリーダーとして、当時関西のアマチュアバンドの登竜門といわれた大阪のジャズ喫茶「ナンバ一番」のオーディションを受けさせてもらえるよう熱心に売り込みをかけたり、ナンバ一番に来ていた内田裕也に声を掛けられ上京を勧められたものの、その後内田から一向に音沙汰がなかった際には、グループを代表し、宣伝材料を携え単身東京代々木上原の内田宅を訪れ、話を進めてもらえるよう交渉するなど、ザ･タイガースのプロデビューはひとえに瞳の努力の賜物といっても過言ではなかった。
ヨーロッパ、オセアニア、そして日本でビートルズを凌ぐ熱狂的な人気を得ていたザ・ウォーカーブラザースの大ファンで1968年1月の武道館公演時には宿泊先である東京ヒルトンホテルへ陣中見舞いに訪れている。
調布市（府中市、三鷹市に跨る）の米空軍住宅地である関東村の下士官家庭へ足を運び英語のレッスンを受けたり、休日でもスタジオに一人で篭り、一日中ドラムスの練習に打ち込むなど、その努力家ぶりはメンバーにも一目置かれていた。
テクニシャンではないものの、将来はジャズドラマーを目指していた独特のリズム感や躍動感をもったドラムプレイは高く評価され、彼の影響を受けたドラマーも多い。ハードスケジュールに追われるザ・タイガースには新曲を練習する十分な時間がとれず、レコーディングはスタジオミュージシャンによる演奏も多かったことは有名であるが、ドラムスだけはほとんどの曲において彼自身が叩いている。レコーディングにおいてボーカルやコーラスに参加することがほとんどなかった瞳のポリシーでもあった。
グループの枠に囚われることのないソロのミュージシャン、タレントとしても大いに期待されていた。1968年秋頃より顕著となってきたメンバー間における人間関係の複雑化、自身の求めるバンドの在り方と事務所の売り出し方針のズレ、芸能界の汚い面云々に思い悩むようになり、1969年3月に脱退した加橋かつみに続いて同年5月にヨーロッパへ失踪を試みた際には岸部や中井マネージャー、事務所より9月の解散を仄めかされ思い留まる。
こうしてバンドメンバーを含む関係者や芸能人仲間との交流から徐々に疎遠となっていき、代わりに文化人などとの親交を温める中で、自らが高校時代に唯一真面目に取り組むことが出来た「中国語」を極め、文学者を目指したいという思いが強まっていく。作家柴田錬三郎との出会いや親交をきっかけに復学を考え、そして、芸能界の仲間やファンの熱心な説得にも拘らず、解散後は芸能界の引退を決意。ファンにも堂々とその意思を公表する。
1971年1月24日、日本人アーティストとしては初の単独日本武道館公演となった解散公演「ザ・タイガース・ビューティフル・コンサート」でグループは解散、直ちに瞳は芸能界を引退する。
解散後はザ・タイガースの元メンバー達との一切の交流を断ち切り、マスコミからの度重なる取材依頼に対しても徹底して拒否の姿勢を貫いていた。
1981年1月の「さよなら日劇ウエスタンカーニバル」においてザ・タイガースが再結成した際は、元メンバーや関係者からの人づての連絡に対しても頑ななまでに応じない姿勢に痺れを切らせた内田裕也が、日吉の慶應義塾高等学校校舎まで押しかけ面会を迫るも断固拒絶され、挙句の果てに警官が出動する事態にまで発展したという。1981年11月にザ・タイガースが本格的な再結成を発表し、翌1982年にコンサートツアーを行った際は、参加しなかった瞳に配慮し、「来たい人だけ来ればいい」という意味合いから「ザ･タイガース同窓会」と銘打ち、メンバーは「再結成」とは決して称しなかった。
2008年、沢田研二がNHK総合テレビ「SONGS」に出演し、長く会うことがない瞳に奉げた歌「Long Good-by」を歌唱した。こういったことや、ザ･タイガースの元マネージャー中井国二の働きかけもあり2008年12月、沢田や岸部一徳、森本太郎、その後、加橋かつみと、東京で相次いで約38年ぶりの再会を果たした。2010年初め頃から、複数の元メンバーがザ・タイガースの2011年再結成を仄（ほの）めかし始め、ついに2011年9月から、沢田研二ライブに参加するという形で、加橋は参加しなかったが、40年ぶりの瞳みのるの全国ツアーへの参加が実現することになり、全国で熱狂的なファンの歓迎を受けた。

## 教師へ
解散公演終了後に有楽町の高速高架下にあったちゃんこ鍋屋にて内田裕也主催の食事会（懇親会）が開かれた後は直ぐさま、店の前に待たせてあった、京都時代の友人達と家財道具一式を積んだ2tトラックで東名高速道路~名神高速道路とひた走り25日には京都の実家へ到着した。同年4月より中退した京都府立山城高等学校の定時制へ復学し、1972年春に慶應義塾大学文学部中国文学科へ入学、卒業後は修士課程へ進み教員免許を取得。1977年より慶應義塾高等学校で教鞭を執る傍ら博士課程において中国文学の研究を続ける。
中国への留学制度が正式にスタートしたことを受け、1981年に34歳で北京大学へ2年間留学。帰国後は再び横浜市にある慶應義塾高等学校にて教師を続け漢文・中国語関連の参考書、テキストブックの著者および監修者として、高校中国語教育に力を注ぎ慶應義塾高校は中国語を履修する生徒数が日本の高校では最多となる。慶應義塾女子高等学校や駿台予備校でも漢文の非常勤講師として教鞭を執った。
高校での教え子は、国会議員、地方議員、新聞、テレビ、ラジオなどのマスコミ、芸能界、民間企業等、広い範囲に及んでおり、交友関係も広範囲に広がっている。
慶應義塾高校の教壇に立つようになって以来、教え子の保護者に子弟を瞳のクラスへの編入を懇願する者、芸能活動時代のことについて質問する者が決して少なくなかったそうだが、当初着任した三田校舎で女生徒に騒がれた経緯もあり、日吉校舎への転属を願い出るなど瞳はあくまで一教師としてのスタンスを保持、特に芸能活動時代のことについては、どんなに懇願されても永らくの間一切沈黙していた。

### そして現在
高校教師時代には毎年、中国の京劇と日本の舞踊の融合による公演に熱意を注いできたが、最近は日本公演のみならず中国公演も企画したりと、ユニークな日中文化交流の発展に力を入れており、同時に日中の高校の交流にも尽力し、北京の高校生の集団での日本訪問などにも積極的に関与し、民間外交を展開している。
2010年3月、定年を2年残して33年間勤務した慶應義塾高等学校を退職。
2011年の3月には神奈川県横浜市と中国：北京市で公演を開催した。
2013年2月に、「OPEN　YOUR　EYES、あなたの瞳に輝きを。虚実の夢」と題する芝居と講演を組み合わせた公演を、東京と京都で開催し、新境地を開いている（原作と主演）。
明治期以降に日本へ入った欧米の民謡や歌曲の和訳、中国語訳に新たなる観点から取り組み、3つの言語（英語、日本語、中国語）が絡みあった、これらの曲への、かつての政治や社会情勢の過去の好ましくない影響を排除し、音楽（原型）の正しい解釈や普及の必要性を説いたり、明治期や古典的な詩だけではなく現代歌謡曲の翻訳も手がけ、日中間の音楽・文化の交流を図るほか、作詞、作曲も手がけている。明治期の歌謡の研究では、2011年の1月の「世紀の大発見」と言われた「仰げば尊し」などの19世紀の原曲（The Song of Close of School）の発見で有名な、櫻井雅人一橋大学名誉教授（英語学、英米歌謡論）などとも親交があり、協力して研究や活動をする姿勢を示している。
2012年11月発売のCD『同学・晩秋』は、一連の研究の中から、明治期の唱歌を現代に蘇らせるために独自に企画されたもので、日本人によく知られた曲である「仰げば尊し」と「旅愁」を、日本語、英語、中国語で新旧の歌詞やメロディー、歌唱で蘇えらせた。「仰げば尊し」の英語の歌詞による原曲がCDになるのは、世界初と言われている（これまでレコードにもなっていない）。
このような欧米音楽の日本や中国など、東アジアへの導入過程についての歴史的研究を通し、ザ・タイガース時代の若年からの音楽への関心からくる音楽的な知識や関心と、その後の多年にわたる教師としての中国語、中国文学研究の成果を一つに纏めて、自身のユニークな経験を踏まえた研究を携え、音楽、文学、原語を超えた新境地、新分野を開こうと活動している。
また、集英社から『瞳みのる』名義で自伝『ロング・グッバイのあとで。ザ・タイガースでピーと呼ばれた男』が2011年2月25日に出版され、タイガース時代のこと、解散以後の生活などが綴られている。人気スターから学校教師、そしてミュージシャンとしての「復活」のみならず、自身が40年の沈黙を破る形で「出現」したということもあって、ベストセラーとなった。
2011年1月6日、C.C.Lemonホールで開催された沢田研二の正月コンサートにおいては岸部一徳、森本太郎に挟まれる形で瞳は観客席に座った。気付いた観客の間で大きなどよめきが起こり、40年振りに姿を現した瞳の話題で持ちきりとなった。
2011年2月8日には『上柳昌彦 ごごばん!』（ニッポン放送）ごごばん!トークセッションのコーナーに生出演し、40年ぶりに放送メディアに登場した。2月8日の朝日新聞朝刊「ひと」欄や2月10日の産経新聞にも登場している。5月22日と29日に放送のTBSラジオの、「嶌信彦のエネルギッシュトーク」にも出演して、近況やタイガース時代のことを語り、8月25日発売の週刊文春（9月1日号）の阿川佐和子との対談にも登場して、昔話や最近の活動について語っている。
ザ・タイガースの曲に関する本の執筆、幾つかの違ったテーマでの詩や音楽、そして中国語とその文化を組み合わせた出版、テレビ、ラジオなどでの教育、文化面での今後の活動を計画している。
2011年7月18日、ザ・タイガース解散以来、一般大衆の面前に主人公として「登場」するのは40年ぶりとなる瞳の講演会が京都で催された際には、京都だけではなく全国からオールドファンを中心に集まるという、再燃とも言うべき「熱」が沸きあがった。
2011年9月8日からスタートした沢田研二の2011年 - 2012年コンサートツアー【5ヶ月間、全国38ヶ所開催】にて森本太郎、岸部一徳と共に瞳が全公演にゲスト参加することが決定すると、旧来のファンを中心に大きな話題となった。1971年1月24日の武道館での解散コンサート以来、40年ぶりにミュージシャンとしての活動を本格的に再開することとなり、そして9月8日、東京国際フォーラムでの沢田研二ライブツアー初日、瞳は1971年1月24日の日本武道館以来となるステージに立った。
2012年1月18日放送のNHKの『SONGS』「沢田研二、ザ・タイガースを歌う」（NHK総合テレビ）で、沢田、岸部、森本とともに出演した。瞳にとってはデビュー45年目にして初めてのNHKテレビへの出演となった。
ザ・タイガース解散（1971年1月24日）から41年目のその日となった2012年1月24日の沢田研二ライブツアー最終日の日本武道館公演では、岸部四郎も登場して第二期タイガースメンバーで勢揃いとなり、当日の聴衆を沸かせることともなった
2012年2月から4月にかけて、全国で自らの講演会（トークライブ）を開催した。
2012年11月19日森本タローとスーパースターとのジョイントコンサート「Childfood Friend」を中野サンプラザで開催。幼馴染の二人の温かさが伝わるライブとなった。
最近は、古くからのファンなどからはタイガース解散から現在までの瞳の経歴を加味して、「ピー先生」「人見老師」などのニックネームで呼ばれている。2012年12月には、自著の『老虎再来』（祥伝社刊）が出版され、沢田研二コンサートツアー（岸部兄、森本と共にゲスト参加）同行記を始め、瞳自身に関する最近の動向が盛り込まれ、最近の活動について綴られている。
一方、2013年1月には、加橋かつみも復帰し、44年ぶりにザ・タイガースのオリジナルメンバー全員による全国ツアーコンサートが開催されることが、沢田から発表されて、大きな話題となった。
2013年1月13日の、朝日新聞の「天声人語」では、瞳のユニークな活動とタイガースの動向について書かれ、話題になった。2013年に入って、瞳に関する、新聞、週刊誌、ラジオ、テレビでの報道が頻繁に行われると共に、瞳自身についても団塊世代のユニークかつ、代表的な人物として見る向きもあり、日本や中国でのラジオ、テレビへの出演や、マスコミなどからの接触・報道も多くなった。また、音楽史、音楽論の研究の中で、タイガースの一番のヒット曲である、「花の首飾り」の誕生や広がりについてのユニークな研究書（『ザ・タイガース　「花の首飾り」物語』〈小学館〉）が11月末に出版された。この本は、忘れられていたこの曲の作詞者、関係者を尋ね歩き、この曲にまつわる様々な話をインタビューも多用して発掘するもので、後述の、この曲の歌詞が誕生した北海道の八雲町との関係の強化や、同町でのコンサートの開催などにつながり、町起こしにも役立てられている。
2013年12月3日、オリジナルメンバーによる44年ぶりのザ・タイガース復活ライブの第一弾が日本武道館で開催された。それに続き、最後の東京ドームを含む全国７都市（合計8か所）で公演が開催された。チケットは完売でいずれの会場も熱狂的なファンで埋め尽くされたほか、最終の東京ドーム公演（12月27日）には岸部四郎も病を押して登場、史上初めてザ・タイガースの全メンバー6人が一堂に会することが実現した。この模様は2014年1月24日にNHK BSプレミアムで放送された。
日本文芸家協会の「ベスト・エッセイ2014」に、前年に「文藝春秋」に書いた「自由が丘の金田中」が選出され、他の作品とともに単行本（光村図書）に収録され、文筆分野でもその才能を発揮している。また2017年12月には、『北京を知るための52章』（明石書店）を編集、出版し、長く関係が深かった北京の街について紹介している。
2014年4月に、神奈川歯科大学特任教授に就任。横須賀市での公演会も開催している。
2014年6月から10月にかけて、新編成の「瞳みのる＆二十二世紀バンド」による、「瞳みのるエンタテイメント2014～歌うぞ、叩くぞ、奏でるぞ」の公演を全国20か所で実施、続いて2015年9月から12月にかけて、バンドツアー「Let's Goカキツバタ」を全国公演した。
一方、2014年9月には、「花の首飾り」歌詞の生まれ故郷である北海道二海郡八雲町の公民館で、「花の首飾り町づくりコンサート」を、この曲の作曲者の、すぎやまこういちと、東京メトロポリタン・ブラス・クインテットの協力で行った。2015年9月に同町で第二回を開催した。この公演と、瞳の北海道への関心と協力に合わせ、八雲町の観光大使、北海道の観光大使にも就任した。
2015年の1月から2月にかけて、自身の原作、プロデュースによる、「仲麻呂と楊貴妃～邯鄲の夢～」を、東京、大阪、名古屋で公演した。
2016年には、「瞳みのる＆二十二世紀バンド」による国内での公演の他、初めて同バンドの北京公演を実施した。この公演はフジテレビによって日本国内で放送された。
2017年の12月には、二十二世紀バンドによる初めての台湾公演が台北市において行われた。
2018年5月12日、兵庫県神戸市の湊川公園において開催の「第18回神戸新開地音楽祭」メインステージ「GSゴー↗ゴー↗ナイト」にスペシャルゲストとして出演。
2019年3月11日、72歳で子供を授かった。

## 『Long Good-by』秘話
ザ・タイガース解散後に岸部、沢田、森本によるTEA FOR THREEが結成された際、岸部と沢田の作詞、森本の作曲により瞳みのるに捧げた作品「Long Good-by」（作詞:岸部一徳/沢田研二 作曲:森本太郎）が制作された。タイガース解散直前、日劇ウエスタンカーニバルの舞台裏で瞳が岸部に語った「一緒に京都へ帰ろう」という会話に基づいて作られている。2人は同じ中学で水泳部で一緒だったこともあり、メンバー内でも特に親交が深かった。アマチュア時代には岸部と二人で、四条河原町にあった大型キャバレー「クラウン」のドアボーイのアルバイトをした。初めに岸部が作詞し、その詞に対し森本が作曲したものだったが、森本は3番の歌詞の内容に満足せず、3番の作詞を沢田に依頼し完成させた。
楽曲は長く音源化されず、森本率いる「森本太郎とスーパースター」の1月ライブでのみ披露されていた。
沢田が還暦を迎える2008年、森本太郎とスーパースターのアルバム「J.S.T. ROCK'N'ROLL」と沢田のアルバム「ROCK'N ROLL MARCH」にそれぞれのバージョンで収録された。
また、沢田はNHK総合テレビジョンの『SONGS』に出演した際に『Long Good-by』を歌唱した。そして、2008年12月に沢田、岸部、森本と瞳は約38年振りの再会を果たしている。
2011年2月出版の瞳の自伝のタイトルが、「ロング・グッバイのあとで」となり、ほぼ同時期に、ザ・タイガースの「復活」が具体的な話として盛り上がったことから、その重要な「要素」となったこの曲への関心や評価がにわかに高まってきた。
瞳みのるとザ・タイガースのメンバーとの38年ぶりの対面は、元マネージャーである中井国二の尽力と、沢田、森本、岸部のこの曲へ委ねた瞳への想いが、たまたま放送を視聴していた高校の同僚教師から瞳へと伝わったことなどが指摘されているが、度重なる大病と退職にあたっての瞳の心境の変化、離婚、独自の日中間の音楽への思い入れが主因と言われており、その後、瞳はこの曲への返歌、「道」を作詞、作曲し、元メンバーたちへの感謝を表している。瞳はメンバーとの再会に際し、「老虎再来」という曲の作曲、作詞を行い、喜びを表している。これらはCDとして発売された。
男同士ではあるが、これらは現代版の「相聞歌」とも言うべきものであり、音楽を使っての、お互いの感情の「投げかけ」によって、感情的に次第に復元された元メンバー達は、このような過程を経て、「再結成」へ向けての準備を徐々に進行させていった。
2011年2月25日に東京・一ツ橋の如水会館で開かれた瞳の自伝出版記念パーティーでは、壇上に岸部一徳、沢田研二、森本太郎、そして瞳みのるが並んだことにより、瞳を含めたザ・タイガースのメンバーが揃って舞台の上に姿を現すのは実に40年振りとなり、約40年にわたる「ロンググッバイ」は終わりを告げた。

## 編著書
人見豊 名義
- 你好!中国語（白帝社）
- センター試験短期完成国語I・II〈古典〉(98年) 東書の大学入試シリーズ（東京書籍）
- カセットブック中国語発音編（白帝社）
- 中文Step Up（白帝社）
  - 中文Step by Step（白帝社）
- 中国語中級テキスト 中文Jump!（金星堂）
- 中国のエリート高校生日本滞在記（日本僑報社）共編 ISBN 978-4-86185-118-6
- 北京を知るための52章（明石書店）櫻井澄夫、森田憲司と共編

瞳みのる 名義
- ロング・グッバイのあとで ザ・タイガースでピーと呼ばれた男（集英社）ISBN 978-4-08-780595-6
- 老虎再来（祥伝社）ISBN 978-4-396-63405-6
- ザ・タイガース「花の首飾り」物語（小学館）ISBN 978-4-09-388340-5

## 映画出演
- ドリフターズですよ!前進前進また前進 1967年 東宝
- ザ・タイガース 世界はボクらを待っている 1968年 東宝
- ザ・タイガース 華やかなる招待 1968年 東宝：江田浩 役
- ザ・タイガース ハーイ!ロンドン 1969年 東宝
- 喜劇 右むけェ左! 1970年 東宝

## アルバム

### ザ・タイガース関係
- ザ・タイガース・オン・ステージ 1967年（1967年8月22日東京・大手町「サンケイホール」での完全実況録音盤）
- ザ・タイガース・チャリティー・ショー 1968年（オープンリールテープ、1967年12月13日東京・大手町「サンケイホール」[29]での実況録音）
- 世界はボクらを待っている 1968年（ザ・タイガース初主演映画のオリジナルサウンドトラック盤）
- ヒューマン・ルネッサンス 1968年（日本初のトータル・コンセプト・アルバム）
- トラ70619 1970年（サリー&シローのアルバム、マザー･ネイチャーという曲の作詞をした。）
- ザ・タイガース・アゲイン 1970年（シングル・ベスト盤）
- 自由と憧れと友情 1970年（後期ザ・タイガース唯一のオリジナル・アルバム）
- ザ・タイガース・サウンズ・イン・コロシアム 1971年（1970年8月22日東京・田園調布　田園コロシアムにおける実況録音盤、2枚組）
- ザ・タイガース・フィナーレ 1971年（1971年1月24日、日本武道館における解散コンサート実況録音盤）
- The Tigers 2013 Live in Tokyo Dome 2013年  （2013年12月27日東京ドームにおける復活コンサート収録）（DVD）

### 自主制作盤
- 道/老虎再来　2011年（「Long Good-by」へのアンサーソング収録。瞳による作詞作曲）（CD＋DVD）
- 一枚の写真/楽しいときは歌おうよ　2012年　（CD＋DVD)
- 同学・晩秋　2012年（「仰げば尊し」と「旅愁」の、瞳による新バージョン。）（CD）
- Open Your Eyes　～あなたの瞳に輝きを～虚実の夢　2013年（舞台）（DVD）
- 瞳みのる　Ha.peey Birthday Event 2013 in Hiyoshi 　2013年（DVD）
- 瞳みのる　Ha.peey.Birthday Event 2014 in Simbashi 　2014年（DVD、Blu-ray)
- 瞳みのるエンタテイメント　2014～歌うぞ、叩くぞ、奏でるぞ～　2014年（DVD、Blu-ray)
- 仲麻呂と楊貴妃～邯鄲の夢枕～　2014年　（舞台）（DVD、　Blu-ray)
- 三日月／時よ行かないで　2015年（CD）